# 4,7-cm-PaK Böhler
Die 4,7-cm-Panzerabwehrkanone (Böhler) oder kurz 4,7-cm-Pak Böhler (beim österreichischen Bundesheer als 4,7 cm M.35 Infanteriekanone bezeichnet) war ein Panzerabwehrgeschütz, welches vor dem Zweiten Weltkrieg in Österreich von den Böhler-Werken entwickelt wurde. Nach dem Anschluss Österreichs an das Deutsche Reich wurde es als 4,7-cm Pak 35 (ö) in der Wehrmacht verwendet. Der Hersteller Böhler hatte schon bald nach der Entwicklung Armeen anderer Länder als Kunden gewinnen können. Eingesetzt wurde die Waffe deshalb auch von den Niederlanden (Kanon van 4.7), Lettland (M35B) und auch in einer Lizenzversion, als Cannone anticarro e d'accompagnamento 47/32 gefertigt, beim italienischen Heer.

## Technische Details
Die 4,7-cm-Pak Böhler war ein seinerzeit zeitgemäßer Entwurf und übertraf in der Leistung einige vergleichbare Panzerabwehrgeschütze, wie beispielsweise die 3,7-cm-Pak 36. Das Einsatzgewicht lag bei 277 Kilogramm, das Fahrgewicht bei 315 Kilogramm. Der Schwenkbereich war mit 62 Grad relativ groß und die Silhouette, wenn die Räder abgenommen waren, recht niedrig. Das Geschütz konnte verschiedene Munitionstypen verfeuern, darunter eine 2,37 Kilogramm schwere Sprenggranate, wobei maximale Schussweite mit diesem Granatentyp bei rund 7.000 Metern lag. Daneben stand eine panzerbrechende Granate zur Verfügung mit einem Gewicht von 1,44 Kilogramm. Diese Granate besaß eine Mündungsgeschwindigkeit von 630 m/s und konnte auf 500 Meter Entfernung bis zu 43 mm Panzerstahl durchschlagen.

## Geschichte
Anfang der 30er Jahre wurde das Thema Panzerabwehr in allen Ländern durch die rasante Entwicklung bei den Panzerkampfwagen vorangetrieben. In dieser Situation schuf die Firma Böhler in Kapfenberg ein Panzerabwehrgeschütz, das entsprechend der üblichen Anforderungen der österreichischen Streitkräfte zerlegbar und auch für den Einsatz im Gebirge tauglich sein sollte. Da die geographischen Gegebenheiten Österreichs per se keine schnellen, raumgreifenden Operationen mit motorisierten Fahrzeugen erlaubten, hatte man die Radaufhängungen entsprechend simpler ausgeführt.
Das allgemeine Interesse führte dazu, dass einige Länder sich von Böhler das Geschütz vorstellen ließen und auch für die eigenen Armeen bestellten. In Italien erwarb die Firma Terni O.T.O. eine Lizenz und begann die Massenfertigung für das italienische Heer. In der Schweiz wurde die Waffe als Infanteriekanone bei der Eidgenössischen Konstruktionswerkstätte in Thun in Lizenz gefertigt. Die Niederlande erwarben ebenfalls eine größere Anzahl und begannen auch mit einer Lizenzfertigung.
Die britische Armee erbeutete in Nordafrika eine große Anzahl dieser Geschütze. Nach einer ersten Überholung wurden diese an die eigenen Verbände ausgegeben, die nicht direkt an der Front standen. Weiterhin sollen 96 dieser erbeuteten Geschütze für die britischen Fallschirm-Verbände umgebaut worden sein.
Da verschiedene Munitionstypen verfeuert werden konnten, kam die Waffe häufig auch als Mehrzweckgeschütz zum Einsatz. Viele Länder, die während des Zweiten Weltkrieges das Geschütz nutzten, hatten bis zur Mitte des Krieges keine stärkeren Panzerabwehrgeschütze und auch in der zweiten Hälfte des Krieges waren die Lieferungen der Verbündeten an Panzerabwehrwaffen oft nicht ausreichend, so dass das Geschütz in seiner Abwehrrolle gegen Panzer und in seiner generellen Rolle als Unterstützungswaffe der Infanterie, beispielsweise als Gebirgskanone, teilweise bis Kriegsende im Einsatz blieb.

## Produktion

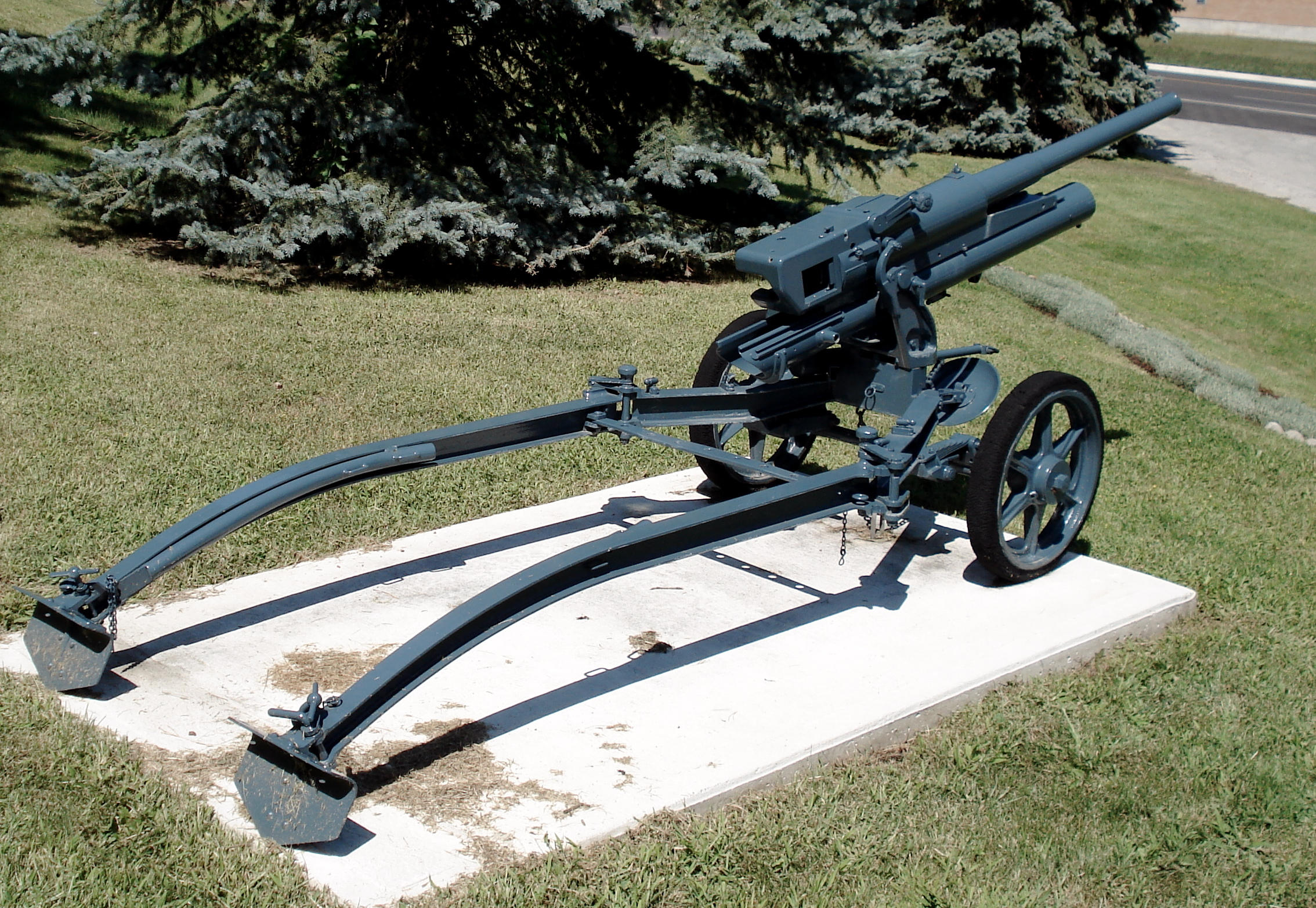
Cannone da 47/32 Camp Borden

Während Böhler vor dem Anschluss Österreichs an das Deutsche Reich bereits eine große Anzahl der Geschütze produzierte und verkaufte, entstammen die meisten Geschütze doch der Fertigung in Lizenz. Insbesondere die Fertigung in Italien hatte größeren Umgang und ging dort sogar in eine zweite Ausführung, was zur Folge hatte, dass man dort von einer italienischen Entwicklung des Geschützes ausging.

## Cannone da 47/32 M35 (Italien)

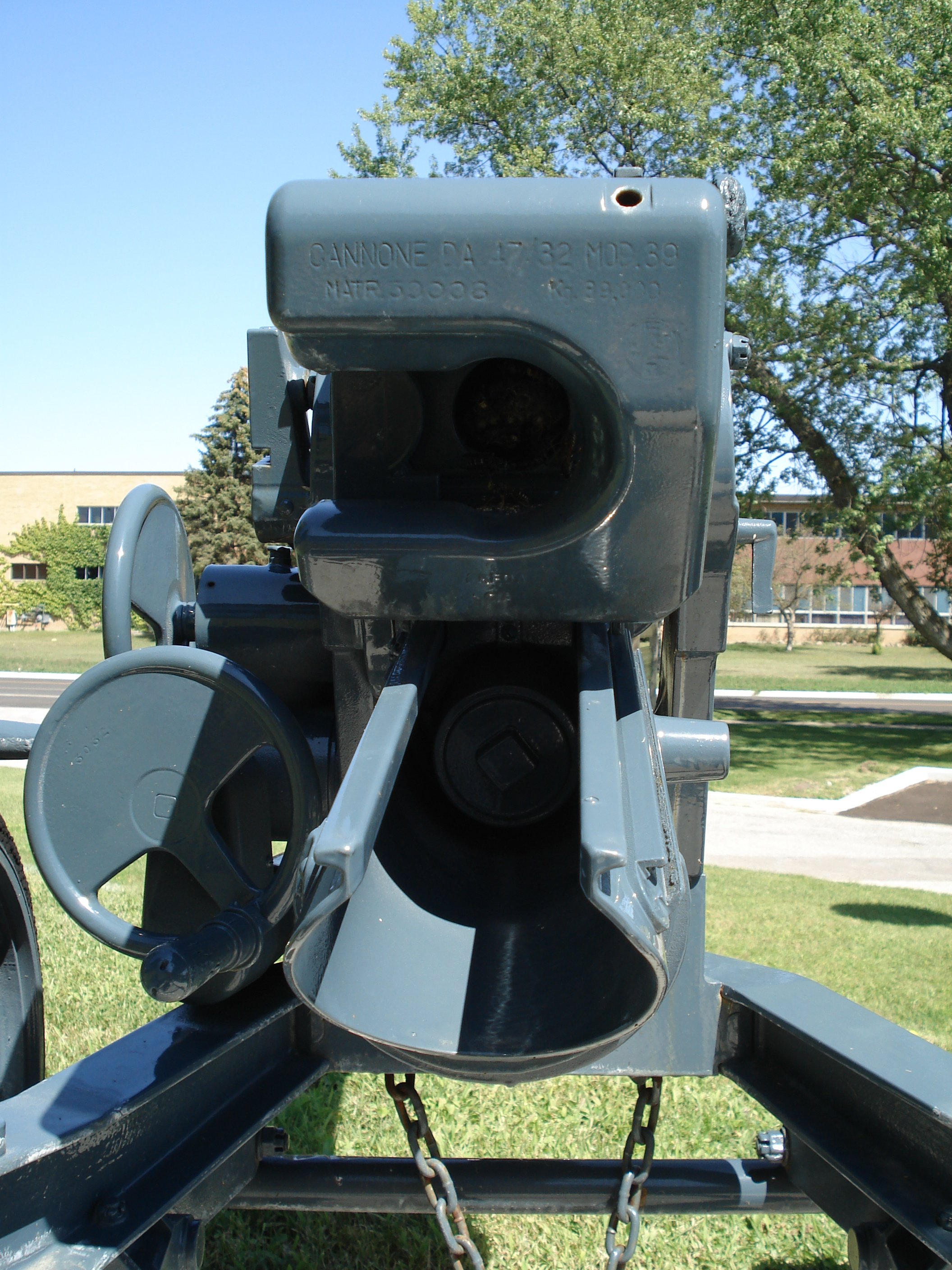
Cannone da 47/32 Camp Borden

Nachdem man in den 30er Jahren bei Böhler einige der 4,7-cm Pak gekauft hatte, begann man in Italien mit der Weiterentwicklung und Lizenzfertigung. Die italienischen Soldaten gaben dem Geschütz aufgrund seiner Form den liebevollen Namen „elefantino“ (kleiner Elefant). Bis ca. 1940 war es eine durchaus leistungsfähige Waffe, die mit der beim italienischen Gegner, den Briten, im Einsatz befindlichen 2-pdr Gun durchaus messen konnte. Durch die für das Geschütz verfügbaren Sprenggranaten, war die Waffe der 2-pdr jedoch im Vergleich überlegen und konnte auch gegen „weiche“ Ziele wirken. War das Geschütz zu Beginn des Krieges beziehungsweise nach dem Kriegseintritt Italiens 1940 gegen schwächer geschützte britische Panzer, etwa Modelle vom Crusader-Typ oder von der Cruiser-Serie, anfangs noch wirksam, so stieß die Kanone bei der Bekämpfung von stärker gepanzerten Fahrzeugen, beispielsweise dem Matilda-Panzer, bereits rasch an ihre Grenzen. Gegenüber den ab 1942 den Briten zulaufenden (und auch in Nordafrika eingesetzten) US-Panzern der Typen M3 Lee/Grant und M4 Sherman war das Geschütz quasi chancenlos. Dennoch gelang es der italienischen Armee im Krieg nicht mehr, dieses Geschütz in nennenswertem Umfang durch eine leistungsfähigere Panzerabwehrkanone zu ersetzen.
Die Panzerabwehrkanone wurde in zwei Grundversionen gefertigt. Das ursprüngliche Modell mit Scheibenrädern (mod. 35) und ab 1939 die zweite Version (mod. 39) mit einem verbesserten Rohr und modifizierter Radaufhängung. Zur zweiten Ausführung wird auch eine Fertigung mit Leichtmetallrädern angenommen.
Als Zugfahrzeuge wurden der Kettenschlepper Fiat 708CM und die Tankette L3 verwendet, doch zeigte sich schnell, dass Achsschenkel und -zapfen ständig brachen. Ein schneller Stellungswechsel wurde durch die Probleme im Kraftzug erschwert, auch wäre in der Rolle als Panzerabwehrkanone in der vorderen Linie ein Schutzschild für die Bedienung hilfreich gewesen. Nicht selten war der Einsatz auf Fahrzeugen, so gab es die bekannten Wüstenfahrzeuge Fiat-SPA AS37, Fiat-SPA AS43 (Camionetta Desertica) mit dieser Waffe als Aufbau.
Basierend auf der Panzerabwehrkanone wurde eine Bewaffnung für Kampfwagen geschaffen. Diese wurde in den mittleren Panzern M13/40, dem M14/41, der Selbstfahrlafette Semovente L40 da 47/32 und einem Prototyp des Panzerspähwagens Autoblindo AB41 eingebaut. Für den späteren Panzer M15/42 wurde die Waffe überarbeitet und erhielt neben einer größeren Patronenkammer ein längeres Rohr (L/40) zur Steigerung der Durchschlagleistung.

## Rumänien
Die Königlich Rumänischen Streitkräfte führten zwei Geschütze im Kaliber 4,7-cm, die Böhler und ein französisches Panzerabwehrgeschütz.
Lieferungen aus dem Deutschen Reich (545 Geschütze) und aus Italien (275 Geschütze) erlaubten es ab 1941 der rumänischen Armee die Waffe als Infanteriegeschütze einzusetzen und falls erforderlich auch Panzer zu bekämpfen.

## Kanon van 4.7 (Niederlande)
Die Königlich Niederländische Armee erkannte in den 30er Jahren, dass die politische Lage eine Aufrüstung der eigenen Streitkräfte erforderlich machte. Hierzu zählte auch die Panzerabwehr. Nachdem einige Geschütze, auch die deutsche 3,7-cm-PaK 36 geprüft worden waren, entschied man sich für die 4,7-cm-Pak von Böhler. Von 1937 bis 1940 wurden für die Armee 380 Geschütze beschafft, teils in Lizenzherstellung. Als Zugmittel kam der moderne Van Doorne’s Aanhangwagenfabriek N.V. - LKW (DAF) zum Einsatz.
Im Mai 1940 verlor die deutsche 9. Panzerdivision beim Westfeldzug im Raum Rotterdam und Dordrecht ca. 25 Panzer durch diese Geschütze.

## Estland
Auch Estland bezog in den 1930er Jahren neben 2-cm-Maschinenkanonen von Solothurn einige 4,7-cm-PaK Böhler.
Nach der Friedensgliederung des estnischen Heeres vom September 1939 gab es drei motorisierte Panzerabwehrkompanien mit unbekannter Geschützausstattung, ferner zwei Infanterieregimenter mit je einem bespannten Panzerabwehrzug zu zwei 4,7-cm-Pak und  zwei 2-cm-Maschinenkanonen, dazu ca. 10 Infanterie-Bataillone, die als Kern für im Kriegsfall aufzustellende Regimenter fungieren sollten: Inwieweit für diese Formationen eine Pak-Ausstattung bestand, bleibt offen. Die Pak-Ausstattung des estnischen Heeres kann damit bestenfalls etwa 50 Stück 4,7-cm-Pak Böhler umfasst haben und war damit zahlenmäßig viel zu schwach, um ihrer Aufgabe gerecht zu werden.
Nachdem die Sowjetunion im Sommer 1940 in Estland einmarschierte und das Land besetzte, werden die Geschütze wie alles andere Kriegsmaterial in die Hände der Russen gefallen sein. Was dann damit passierte, bleibt ungewiss.

## 47 PstK 35 / 47 PstK 39 (Finnland)
Während des Finnisch-Russischen Winterkrieges erwarb Finnland 22 Geschütze. Zehn in der Schweiz (PstK 35) mit 2.000 Schuss Munition und 12 in Italien (PstK 39). Diese wurden erst nach Kriegsende ausgeliefert. Als Finnland im Zweiten Weltkrieg wieder gegen die Rote Armee kämpfte, kamen die Geschütze anfänglich zum Einsatz. Wurden aber bald von der Front abgezogen und am Ladogasee zur Küstensicherung eingesetzt, später wurden sie der finnischen Marine übergeben. Kein Geschütz ging verloren und alle 22 wurden in den 1960er Jahren veräußert, so dass heute keines mehr in einem Museum in Finnland zu sehen ist.

## M35 B (Sowjetunion)
Lettland hatte in den 1930er Jahren für die eigenen Streitkräfte 4,7-cm-Pak bei Böhler gekauft.
Als die sowjetische Armee Lettland besetzte, kam sie in den Besitz dieser Geschütze und führte diese als M35 B im eigenen Bestand.

## Sonstige Länder
Böhler belieferte mit dem Geschütz auch an China, Estland und die Schweiz.

## Einsatz
Nachdem die deutsche Wehrmacht zahlreiche Geschütze in den Niederlanden erbeutete und die verhältnismäßig geringe Zahl aus den Beständen des Bundesheeres nicht in die Logistik der Wehrmacht passten, wurden größere Mengen an die Königlich Rumänische Armee abgegeben, da diese als Verbündete dringend ein solches Mehrzweckgeschütz für ihre unzureichend ausgerüsteten Verbände benötigte.